# Fortaleza flygplats
Fortaleza internationella flygplats – Pinto Martins (portugisiska: Aeroporto Internacional de Fortaleza – Pinto Martins, officiellt: Fortaleza Airport) är Fortalezas enda flygplats belägen 10 km söder om centrala staden. Flygplatsen har utrikes- och inrikestrafik och landningsbanan delas med militärbasen Base Aérea de Fortaleza.
En gren från tunnelbanans nordöstra linje (Parangaba – Iate) till flygplatsen beräknas öppna 2022.

## Flygplatsen
Landningsbanan (13/31) är 2755×45 m och belagd med asfalt. Den är utrustad med ljusmarkeringar för att ta emot trafik dygnet runt. Banan används även av militärbasen Base Aérea de Fortaleza belägen i norra delen av flygplatsområdet. Där finns även anläggningar för taxi- och privatflyg. Kontrolltornet, färdigställt 2010, är 40 m högt.
Vid passagerarterminalen finns 14 parkeringslägen för små och medelstora flygplan. Man kommer kunna ta emot plan upp till Boeing 747. Dessutom finns 7 hangarer och 29 platser för parkering av mindre flygplan samt 3 helikopterplatser.
Fraktterminalen har plats för 9 flygplan. Terminalen på 9 000 m² har kapacitet för 5 000 ton inrikes och utrikes gods. Import kommer främst från USA, Kina, Schweiz, Italien och Tyskland. Största exportprodukterna var 2011 skinn, blommor, frukt, akvariefisk och skor. Främsta exportländer var USA, Holland, England, Portugal, Frankrike, Kina och Japan. 

## Historia
Den första rullbanan vid närliggande Alto da Balança byggdes under 1930-talet. Under Andra världskriget installerades flygbasen Base do Cocorote för de allierade styrkorna och en 2100 m lång rullbana byggdes. Den utökades 1963 till 2545 meter. 
Flygplatsen fick 13 maj 1952 sitt namn efter flygpionjären Euclides Pinto Martins från Camocim i norra Ceará. Pinto Martins var den förste att göra en Atlantflygning från New York till Rio de Janeiro i sjöflygplanet Sampaio Correia II 1922–1923.  
Den första passagerarterminalen och en ramp för flygplanen byggdes 1966. Det statliga bolaget Infraero (Empresa Brasileira de Infraestrutura Aeroportuária) tog över driften av flygplatsen 1974. 1998 byggdes den ut till internationell standard genom ett samarbete mellan den federala och delstatliga regeringarna.
Det tyska konsortiet Fraport AG tog 2018 över driften av flygplatsen som en del av ett stort infrastrukturprojekt under president Michel Temer. Kontraktet gäller i 30 år och innefattar bland annat att färdigställa en ny passagerarterminal som påbörjats av Infraero, rusta upp rullbanan samt bygga flera nya tillfartsvägar. 

## Reguljärtrafik
| Flygbolag    | Destinationer                   |
| ------------ | ------------------------------- |
| Air France   | Paris (CDG)                     |
| Air Europa   | Madrid (MAD)                    |
| Gol          | Buenos Aires (AEP), Miami (MIA) |
| TAP Portugal | Lissabon (LIS)                  |

| Flygbolag | Destinationer |
| --------- | --- |
| Azul      | Belém (BEL), Belo Horizonte (CNF), Campinas (VCP), Cuiabá (CGB), Juazeiro do Norte (JDO), Porto Alegre (POA), Recife (REC) |
| Gol       | Belém (BEL), Belo Horizonte (CNF), Brasília (BSB), Campinas (VCP), Cuiabá (CGB), Goiânia (GYN), Juazeiro do Norte (JDO), Manaus (MAO), Recife (REC), Rio de Janeiro (GIG), Salvador (SSA), São Luís (SLZ), São Paulo (CGH, GRU)                              |
| Latam     | Belém (BEL), Belo Horizonte (CNF), Brasília (BSB), Curitiba (CWB), Juazeiro do Norte (JDO), Manaus (MAO), Maceió (MCZ), Natal (NAT), Recife (REC), Rio de Janeiro (GIG), Salvador (SSA), São Luís (SLZ), São Paulo (CGH, GRU), Teresina (THE), Vitória (VIX) |

## Bilder

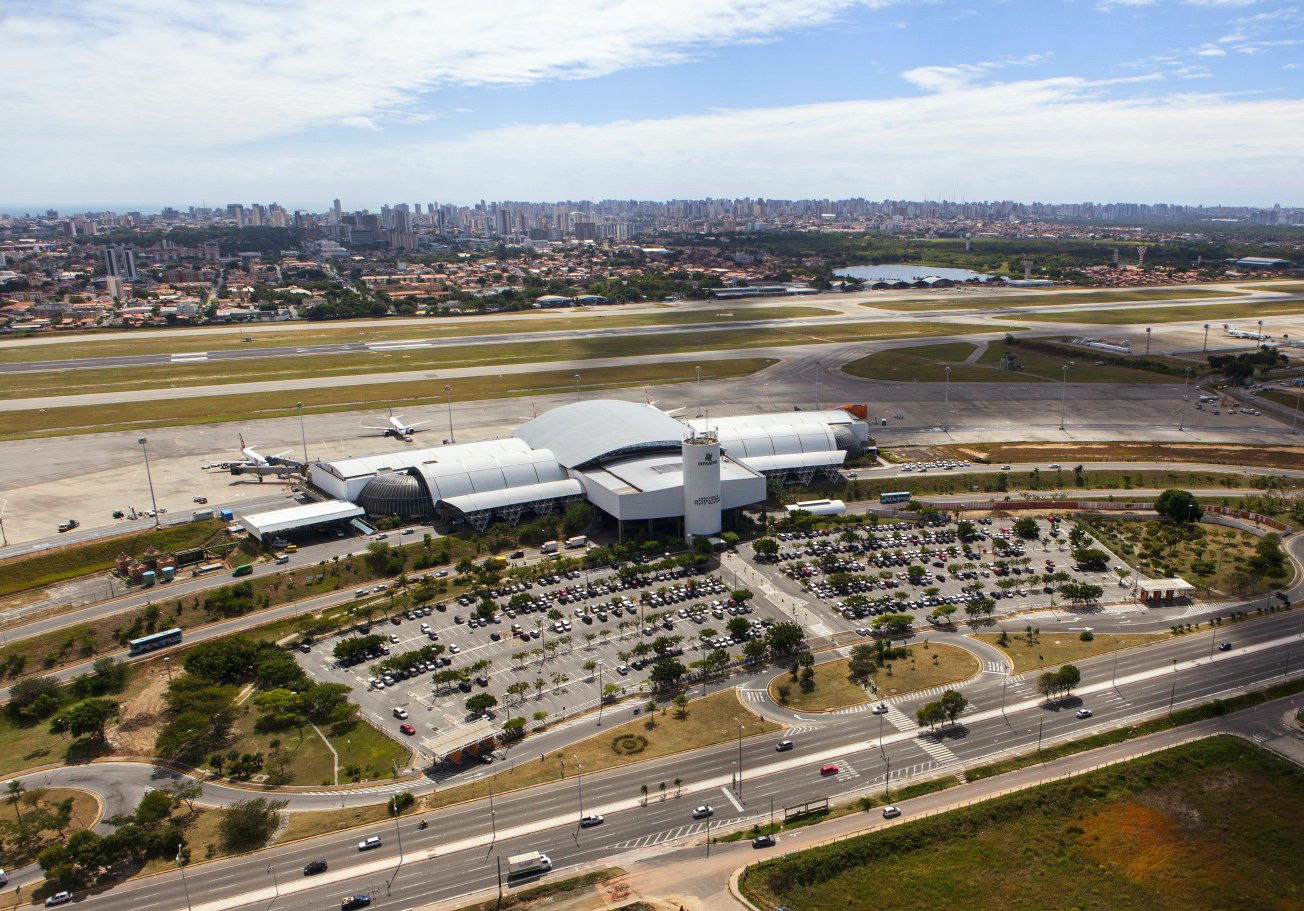
Vy av flygplatsen innan bygget av utrikesterminalen
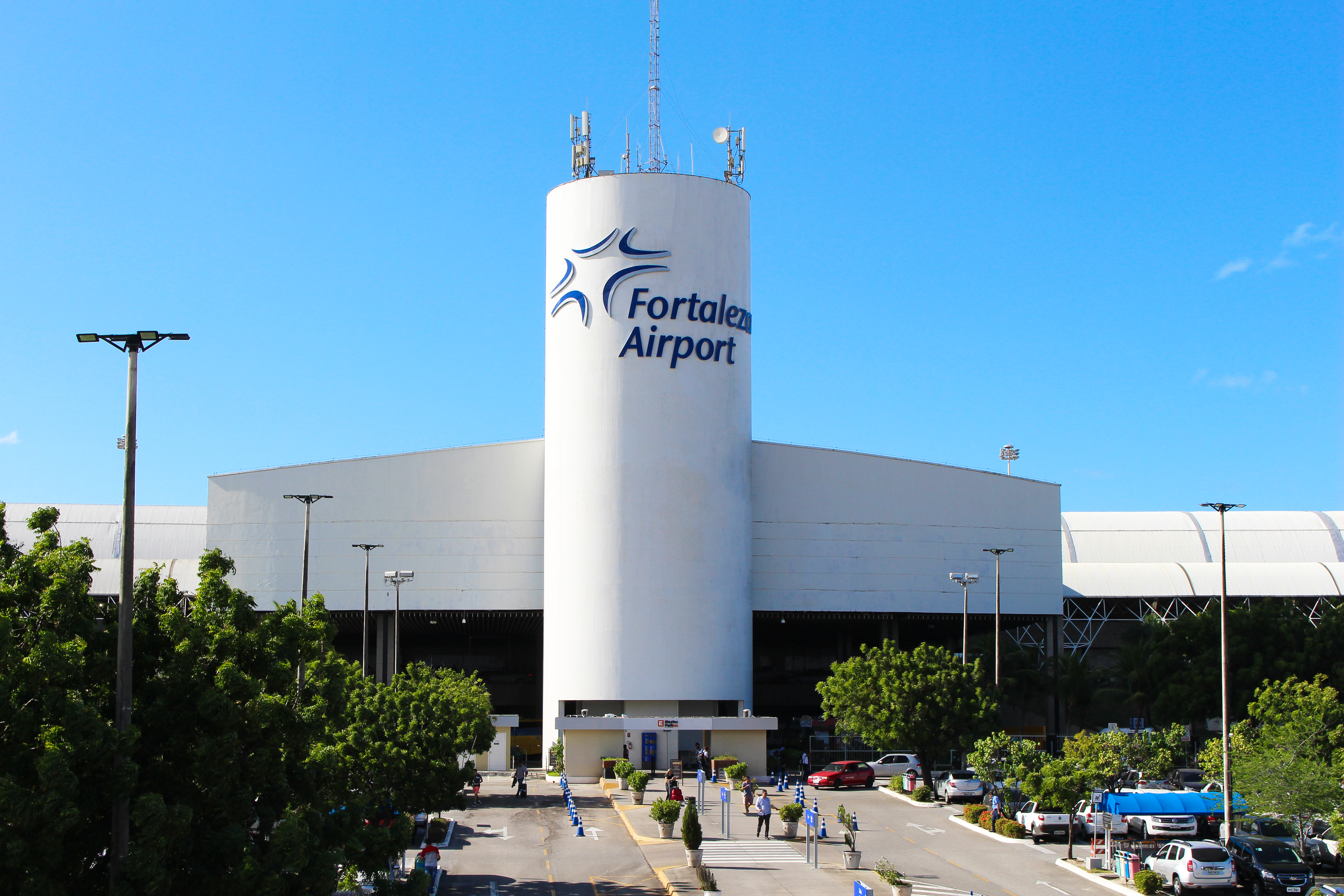
Huvudentrén
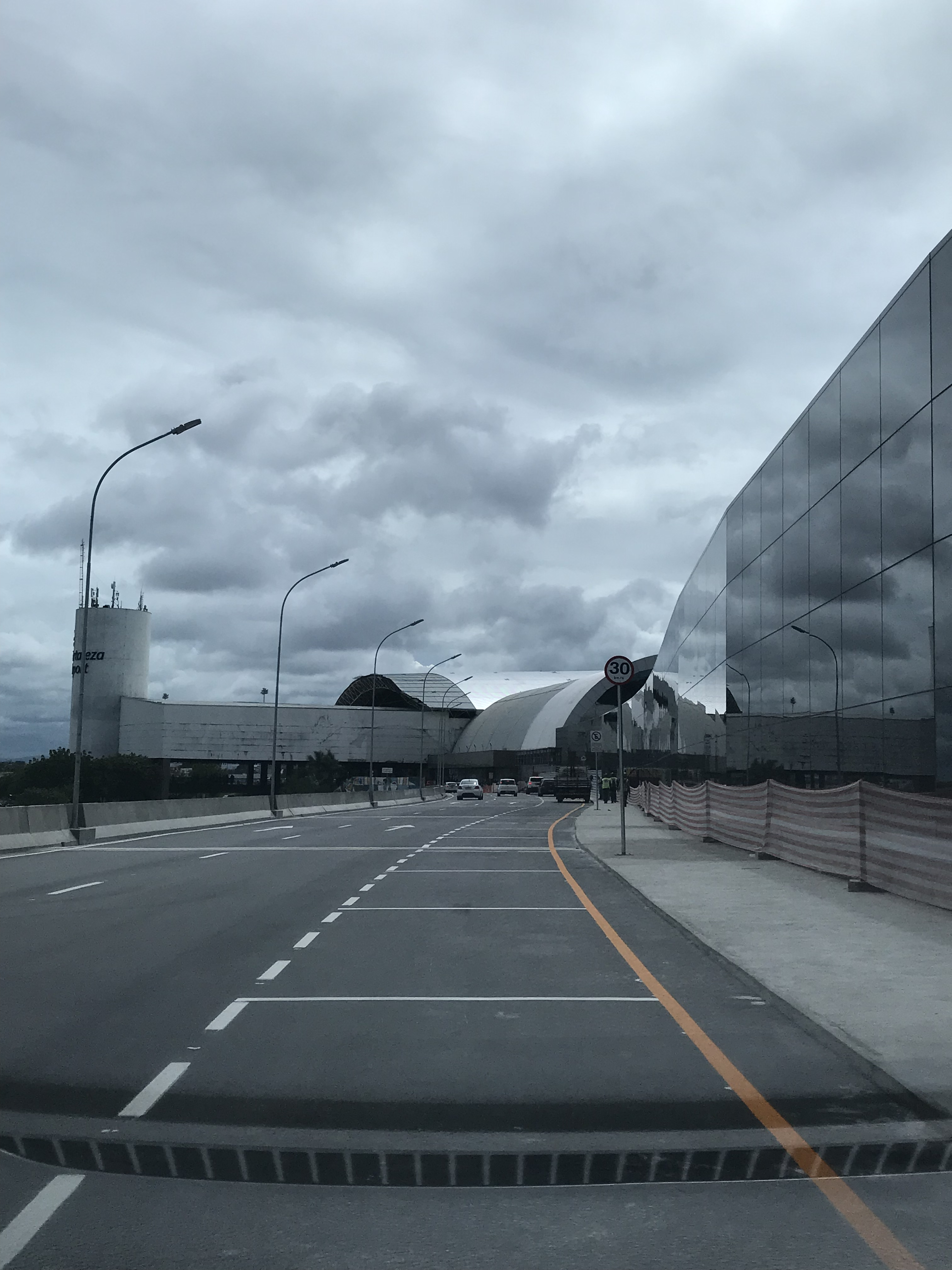
Utrikeshallen
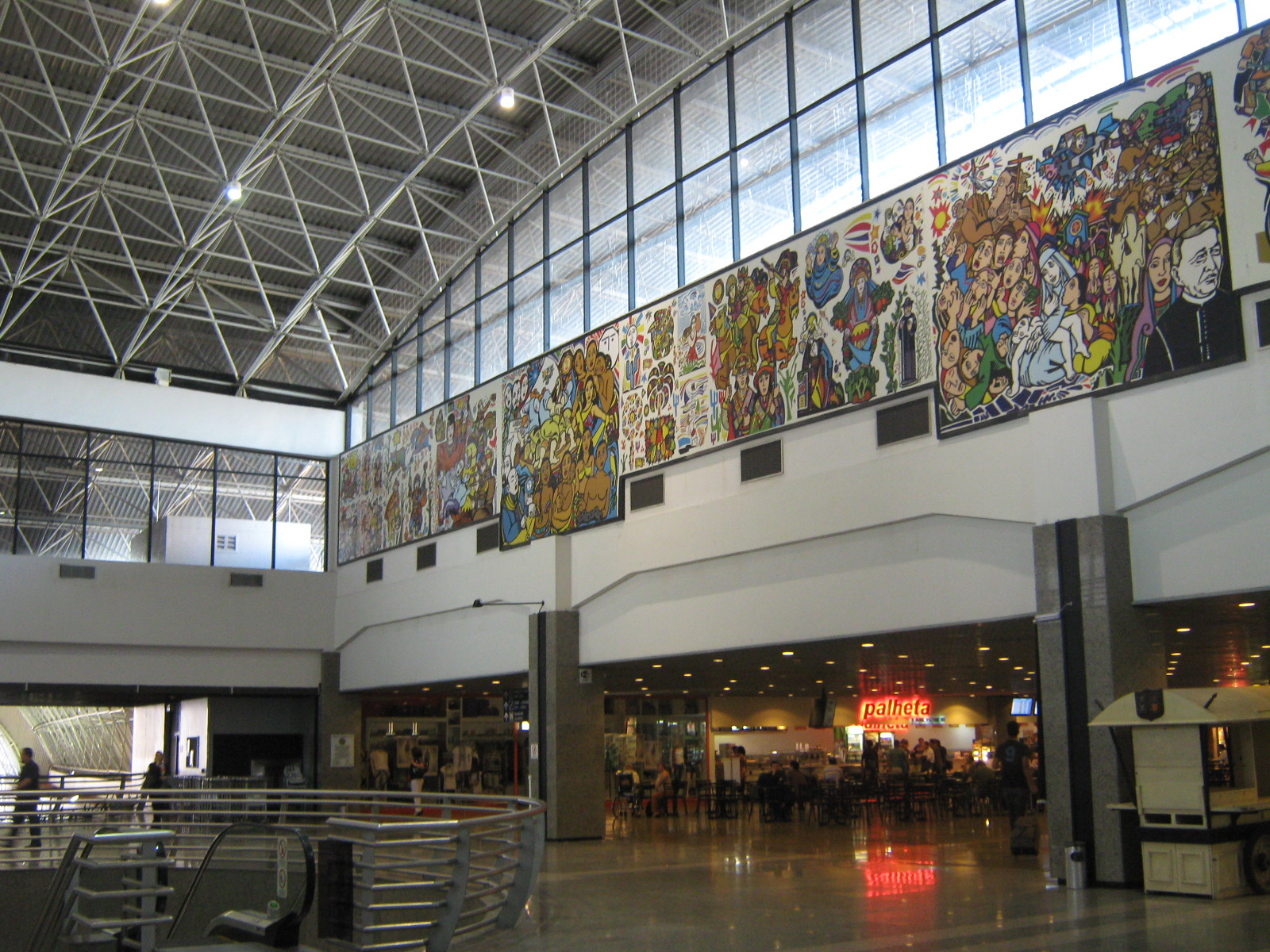
Inrikeshallen
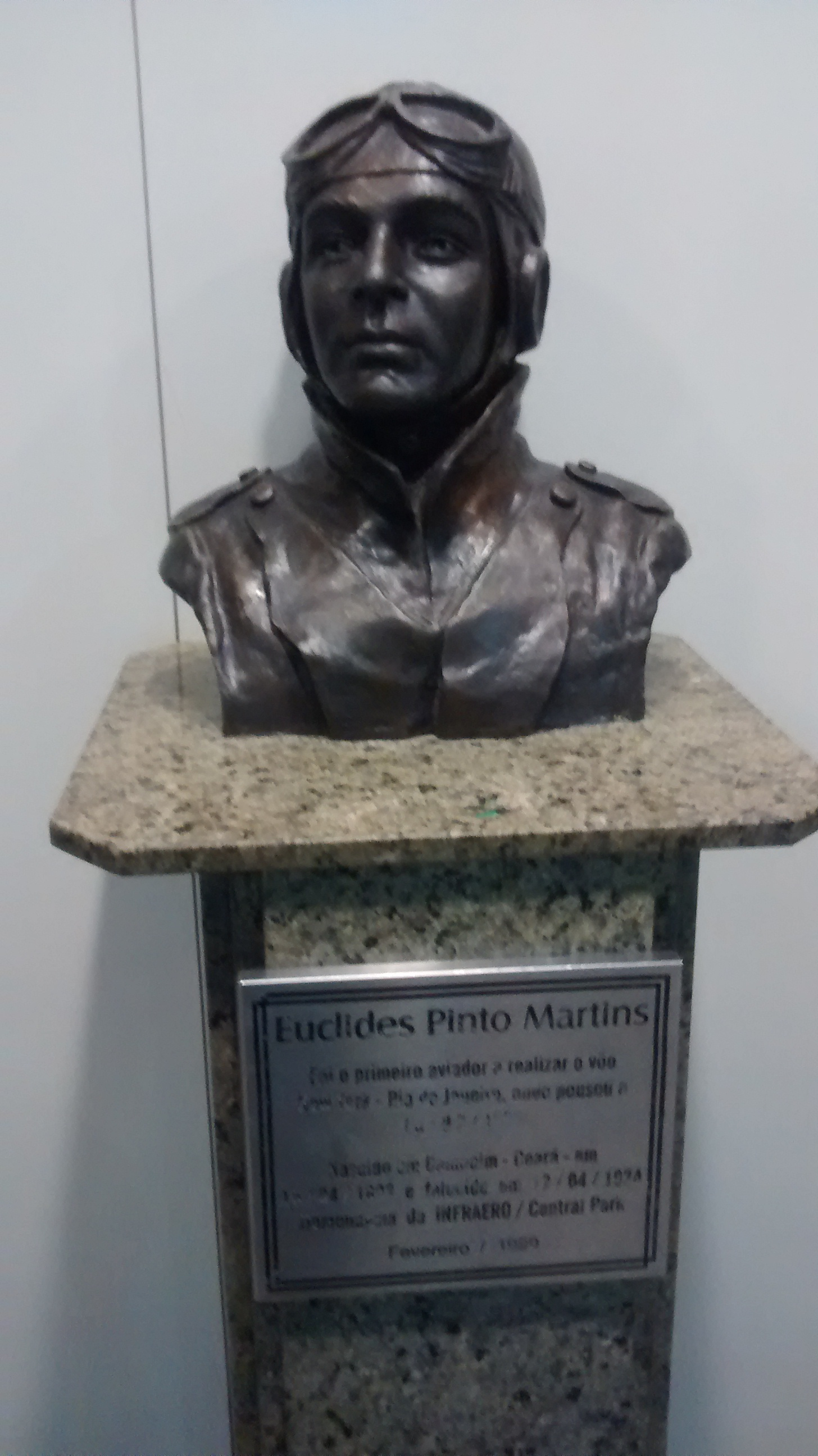
Byst av Euclides Pinto Martins i flygplatsen